# Dayot Upamecano
Dayotchanculle Oswald Upamecano (ur. 27 października 1998 w Évreux) – francuski piłkarz pochodzący z Gwinei Bissau, występujący na pozycji obrońcy w niemieckim klubie Bayern Monachium oraz w reprezentacji Francji. Srebrny medalista Mistrzostw Świata 2022. Półfinalista Mistrzostw Europy 2024.

## Kariera klubowa

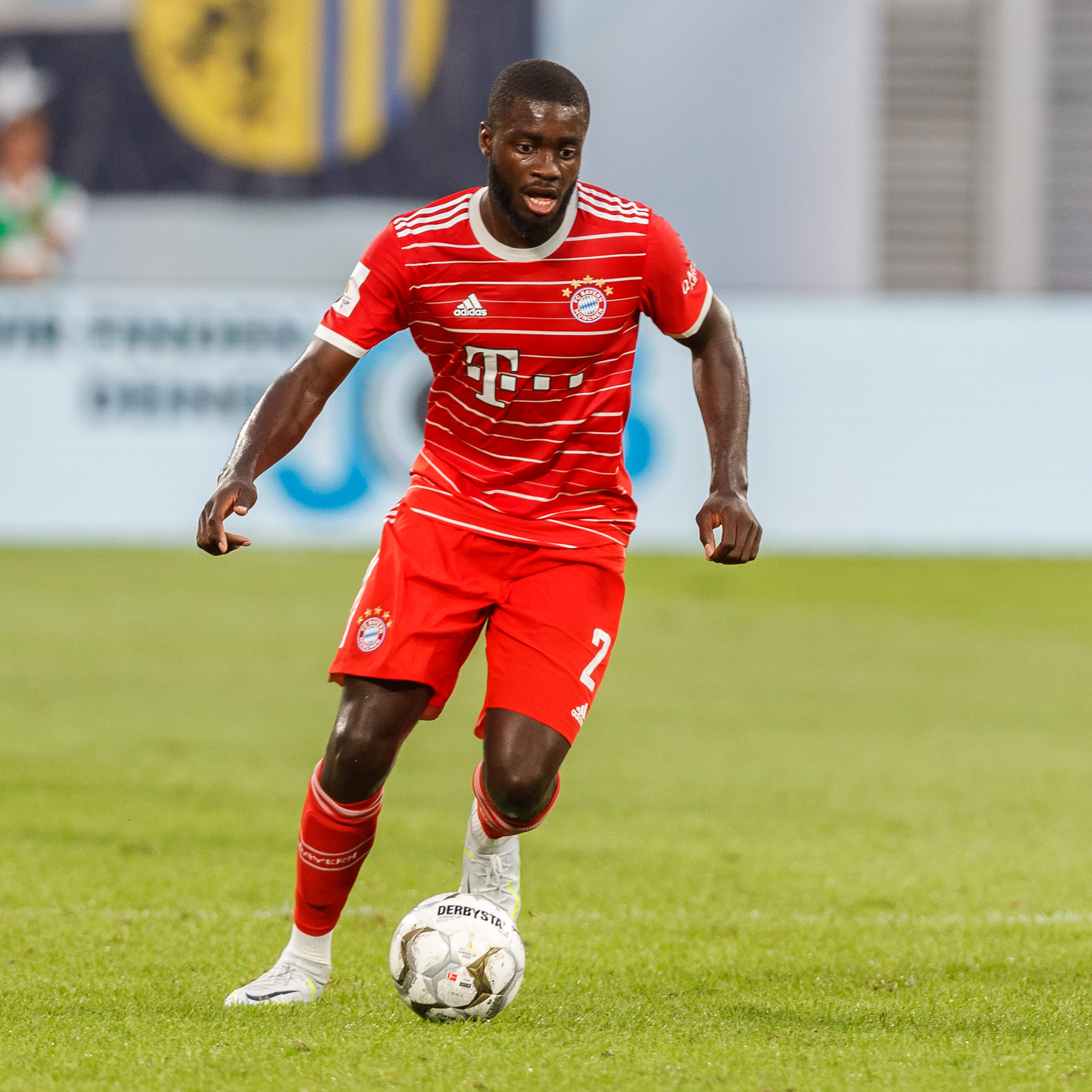
Dayot Upamecano w barwach Bayernu Monachium w meczu o Superpuchar Niemiec w 2022 roku

W trakcie czasów juniorskich trenował w Valenciennes FC. 11 lipca 2015 za około 2 miliony euro trafił do austriackiego Red Bull Salzburg i zaraz potem dołączył do kadry satelickiego klubu – FC Liefering. W sezonie 2015/2016 występował głównie w rozgrywkach Erste Liga (w barwach Liefering), będących drugim stopniem rozgrywkowym w Austrii oraz w Lidze Młodzieżowej UEFA (w barwach RB Salzburg). Pierwszy mecz ligowy w barwach Red Bulla rozegrał 19 marca 2016 przeciwko SV Mattersburg, który zakończył się wynikiem 2:1 dla klubu z Salzburga. 13 stycznia 2017 został zawodnikiem niemieckiego RB Leipzig. Kwota odstępnego wyniosła około 10 milionów euro. Jego pierwszym meczem w Bundeslidze w barwach klubu z Lipska było przegrane 0:1 spotkanie z Borussią Dortmund rozegrane 4 lutego 2017.
14 lutego 2021 RB Leipzig i Bayern Monachium ogłosiły porozumienie w sprawie transferu Upamecano, który podpisał pięcioletni kontrakt. W barwach Bayernu zadebiutował 13 sierpnia w meczu Bundesligi z Borussią Mönchengladbach (1:1). 17 grudnia w wygranym 4:0 meczu przeciwko VfL Wolfsburg zanotował premierowe trafienie dla monachijskiego klubu.

## Kariera reprezentacyjna
Reprezentował francuskie kadry do lat 16, 17, 18, 19 i 21.
W seniorskiej reprezentacji Francji zaliczył debiut 5 września 2020 roku w starciu ze Szwecją w ramach Ligi Narodów UEFA. Premierowego gola strzelił w swoim drugim spotkaniu w reprezentacji, w którym Francja pokonała Chorwację 4:2. W 2022 roku dostał powołanie na Mistrzostwa Świata w Katarze, gdzie wystąpił w 5 spotkaniach i z reprezentacją dotarł do finału, w którym ulegli Argentynie po rzutach karnych.

## Statystyki kariery
(aktualne na dzień koniec sezonu 2022/2023)
| Klub              | Sezon     | Liga       | Liga  | Liga | Puchar krajowy | Puchar krajowy | Rozgrywki europejskie | Rozgrywki europejskie | W sumie | W sumie |
| Klub              | Sezon     | Liga       | Mecze | Gole | Mecze          | Gole           | Mecze                 | Gole                  | Mecze   | Gole    |
| ----------------- | --------- | ---------- | ----- | ---- | -------------- | -------------- | --------------------- | --------------------- | ------- | ------- |
| FC Liefering      | 2015/2016 | Erste Liga | 16    | 0    | 0              | 0              | –                     | –                     | 16      | 0       |
| Red Bull Salzburg | 2015/2016 | Bundesliga | 2     | 0    | 0              | 0              | 0                     | 0                     | 2       | 0       |
| Red Bull Salzburg | 2016/2017 | Bundesliga | 15    | 0    | 1              | 0              | 5                     | 0                     | 21      | 0       |
| RB Leipzig        | 2016/2017 | Bundesliga | 12    | 0    | 0              | 0              | –                     | –                     | 12      | 0       |
| RB Leipzig        | 2017/2018 | Bundesliga | 28    | 3    | 2              | 0              | 11                    | 0                     | 41      | 3       |
| RB Leipzig        | 2018/2019 | Bundesliga | 15    | 0    | 3              | 0              | 4                     | 0                     | 22      | 0       |
| RB Leipzig        | 2019/2020 | Bundesliga | 28    | 0    | 2              | 0              | 8                     | 0                     | 38      | 0       |
| RB Leipzig        | 2020/2021 | Bundesliga | 29    | 1    | 5              | 0              | 7                     | 0                     | 41      | 1       |
| Bayern Monachium  | 2021/2022 | Bundesliga | 28    | 1    | 2              | 0              | 8                     | 0                     | 37      | 1       |
| Bayern Monachium  | 2022/2023 | Bundesliga | 29    | 0    | 3              | 1              | 10                    | 0                     | 42      | 1       |
| W sumie           | W sumie   | W sumie    | 202   | 5    | 18             | 1              | 53                    | 0                     | 273     | 6       |

## Sukcesy

### Bayern Monachium
- Mistrzostwo Niemiec: 2021/2022 2022/2023, 2024/2025
- Superpuchar Niemiec: 2021, 2022, 2025[10]

### Francja
Mistrzostwa świata
- Wicemistrzostwo: 2022

Liga Narodów UEFA
- Mistrzostwo: 2020/2021

### Francja U-17
Mistrzostwa Europy U-17
- Mistrzostwo: 2015